# Trichocerapis seabrai
Trichocerapis seabrai är en biart som först beskrevs av Jesus Santiago Moure och Michener 1955.  Trichocerapis seabrai ingår i släktet Trichocerapis och familjen långtungebin. Inga underarter finns listade i Catalogue of Life.